# Benedikt Höwedes
Benedikt Höwedes (Haltern am See, 29 febbraio 1988) è un ex calciatore tedesco, di ruolo difensore, campione del mondo con la nazionale tedesca nel 2014.

## Caratteristiche tecniche
Classico esempio della cosiddetta «scuola tedesca» in fatto di difensori, nel corso della carriera si è fatto apprezzare dagli allenatori per il suo essere «spendibile in molte posizioni»: si definisce infatti lui stesso un giocatore «eclettico e multifunzionale», capace di disimpegnarsi indifferentemente in una retroguardia «a tre o a quattro» elementi, «sia come centrale che come terzino». Destrorso, tuttavia dalla succitata polivalenza deriva una discreta abilità anche col piede sinistro.

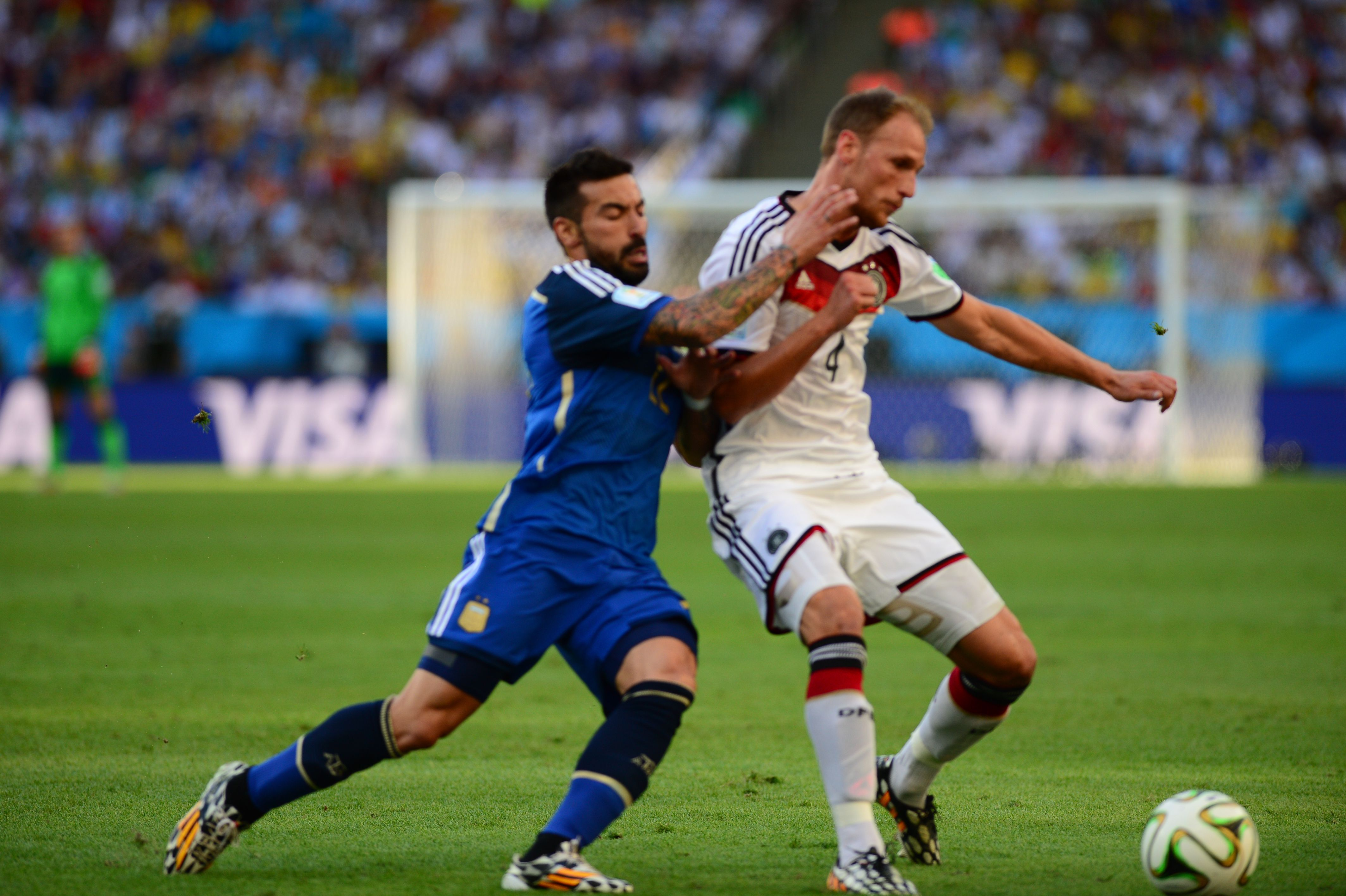
Höwedes (a destra), con la maglia della Germania, alle prese con l'argentino Lavezzi nella vittoriosa finale del campionato del mondo 2014.

Il suo ruolo predefinito è quello di stopper, ma spesso è stato schierato con profitto sulla fascia — solitamente a sinistra negli anni a Gelsenkirchen, mentre più frequentemente a destra con la maglia della nazionale —, financo in maniera più sporadica a mediano davanti alla difesa. Come terzino non è un elemento di spinta quanto più «di copertura e di appoggio alla manovra [...] fino alla trequarti avversaria», lasciando di norma i compiti prettamente offensivi agli esterni della formazione. Quando impiegato come centrale, eccelle nella gestione del pallone non patendo la pressione avversaria, e inversamente non diventa infrequente vederlo accompagnare l'azione, financo a inserirsi in area di rigore per battere lui stesso a rete. All'occorrenza riesce a rendersi utile in avanti anche su palla inattiva, grazie a uno dei suoi migliori fondamentali, un colpo di testa di grande potenza.
Abile marcatore, ben si disimpegna nei duelli individuali, segnalandosi per uno stile aggressivo ma pulito, raramente falloso: ciò sfruttando un innato tempismo che gli permette, tra le altre cose, di leggere velocemente l'evolversi del gioco. Pur difettando in agilità si dimostra efficace anche nel recupero sul medio-lungo, in virtù dell'esplosività delle sue falcate che gli permette di sottrarre palla spesso in tackle. Quando puntato predilige al contrario lavorare di rimessa, portando l'avversario lontano dalla porta o sul piede debole, e cercando di chiudere eventuali linee di passaggio, anziché forzare l'intervento.

## Carriera

### Giocatore

#### Club

##### Schalke 04
Cresciuto nelle giovanili dello Schalke 04, dove entra all'età di 13 anni, nel 2007 esordisce a 19 anni in prima squadra diventando rapidamente titolare.
Höwedes ottiene la consacrazione a livello internazionale nella stagione 2010-2011, quando è tra i protagonisti, insieme a elementi quali Neuer, Draxler, Rakitić, Huntelaar e Raúl, dei competitivi Knappen che raggiungono la semifinale di Champions League: in particolare, il difensore si mette in luce con notevoli prestazioni nel doppio confronto contro i detentori dell'Inter, andando anche in rete nella gara di ritorno.
Nella stessa annata trionfa con la squadra in Coppa di Germania, trovando anche il gol nel 5-0 con cui i biancoblù superano in finale il Duisburg. Divenuto nel frattempo capitano dello Schalke 04, nel 2011 solleva la Supercoppa tedesca vinta ai tiri di rigore contro i campioni di Germania del Borussia Dortmund, e con lo stesso Höwedes a realizzare uno dei penalty.
Seppur con un rendimento minato nelle stagioni seguenti da qualche infortunio di troppo, il difensore rimane un punto fermo della squadra fino all'estate 2017, quando entra in rotta con il nuovo allenatore Domenico Tedesco chiedendo la cessione, dopo 16 ininterrotti anni a Gelsenkirchen.

##### Juventus e Lokomotiv Mosca

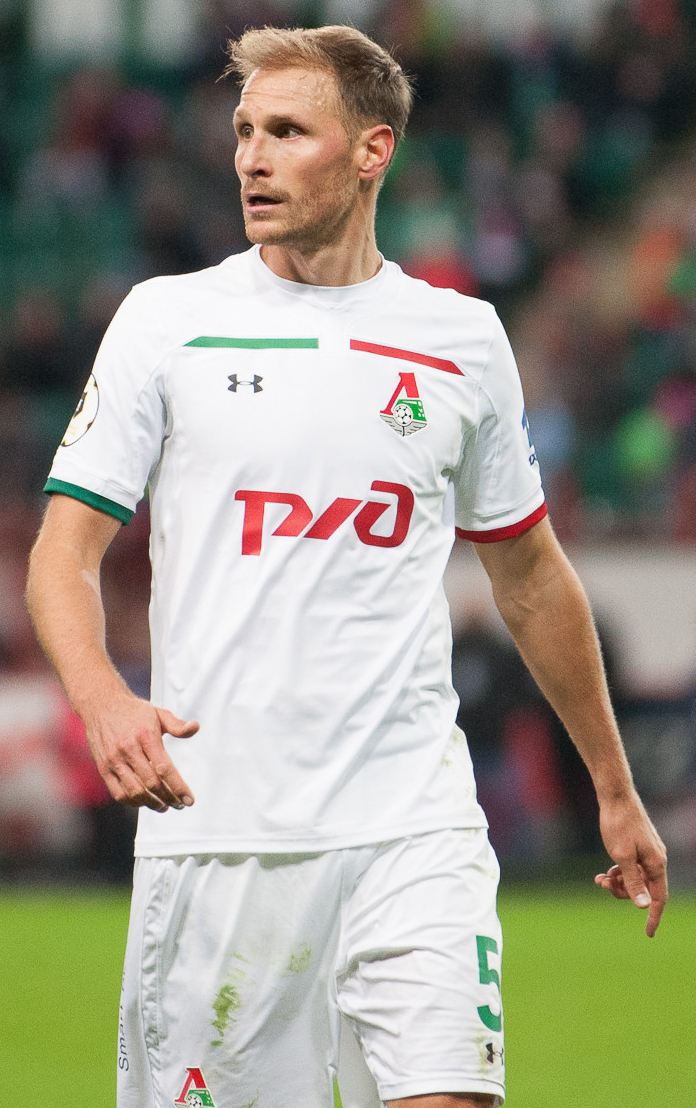
Höwedes alla Lokomotiv Mosca nel 2018

Approda quindi in Italia, prelevato in prestito dalla Juventus. La stagione a Torino è tuttavia molto sfortunata sul piano personale, costellata da numerosi guai fisici che lo fermano per gran parte della stessa. Dopo l'esordio in maglia bianconera del 26 novembre 2017, giocando da titolare la vittoriosa sfida interna di Serie A contro il Crotone (3-0), ha modo di tornare in campo solo il successivo il 15 aprile 2018, trovando nell'occasione il suo unico gol con la squadra piemontese, quello del momentaneo raddoppio nella vittoria casalinga di campionato sulla Sampdoria (3-0). Nonostante le poche presenze stagionali, a fine anno ha modo di fregiarsi del suo primo double in carriera.
Non riscattato dalla Juventus, nell'estate 2018 fa ritorno allo Schalke che nella stessa sessione di mercato lo cede a titolo definitivo ai russi della Lokomotiv Mosca. Rimane a Mosca per il successivo biennio, vincendo nel 2019 la Coppa e la Supercoppa russa, prima di svincolarsi l'8 giugno 2020 per motivi familiari. Il 31 luglio seguente si ritira dal calcio giocato.

#### Nazionale
Tra il 2005 e il 2010 milita nelle varie rappresentative giovanili tedesche. Nel 2009 vince con la Germania under 21 il campionato europeo di categoria, facendo parte di un gruppo che vede altri promettenti elementi quali Neuer, Hummels, Boateng, Khedira e Özil, destinati a divenire il blocco della Mannschaft  nel successivo decennio.

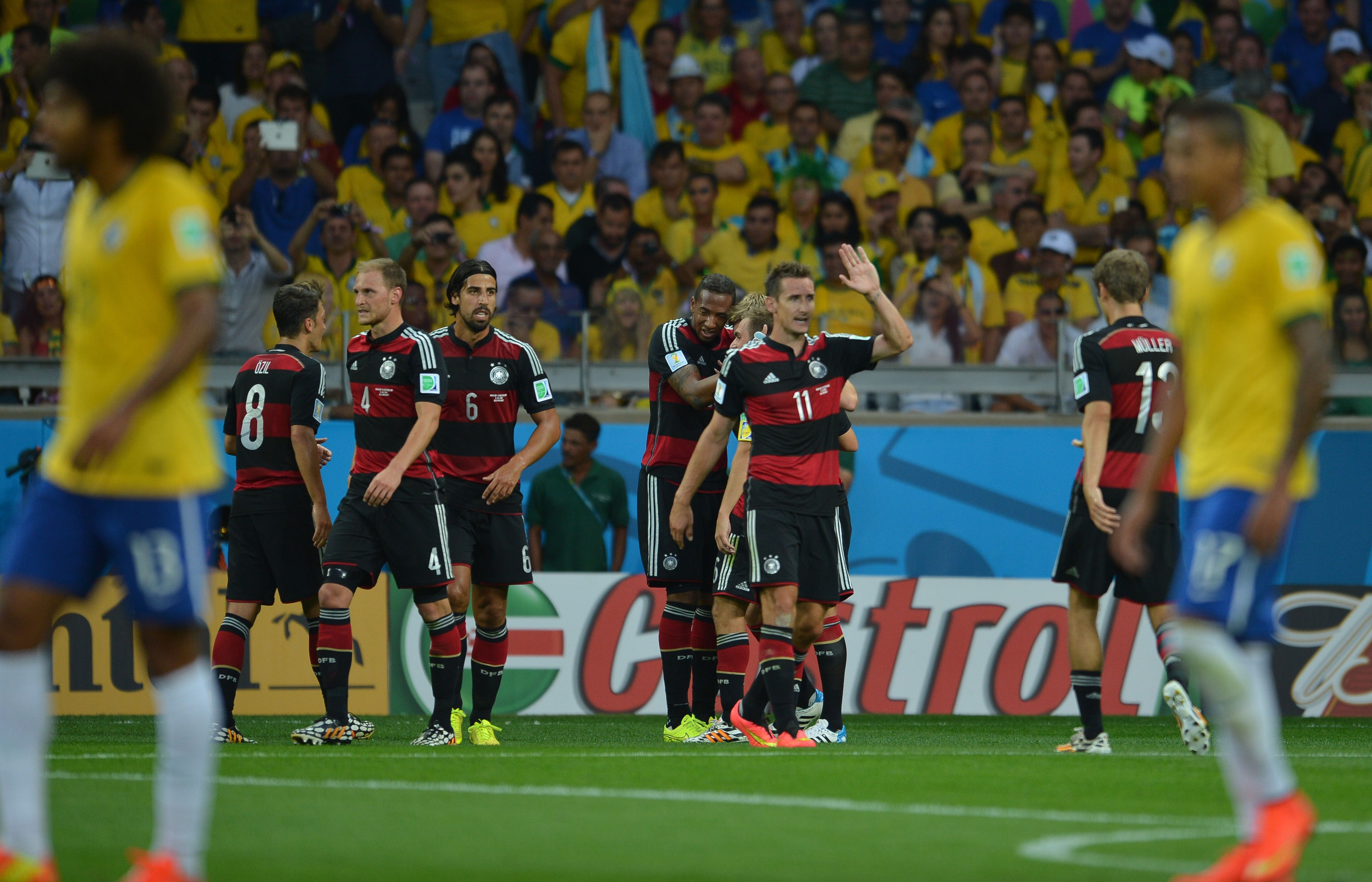
Höwedes (n. 4) festeggia con i compagni della Mannschaft durante lo storico Mineirazo al.

Debutta quindi in nazionale maggiore il 29 maggio 2011, nell'amichevole di Hoffenheim vinta 2-1 contro l'Uruguay. Partecipa l'anno seguente al campionato d'Europa 2012 in Polonia e Ucraina, che vede i teutonici semifinalisti, senza tuttavia scendere in campo.
Convocato per il campionato del mondo 2014 in Brasile, fa il suo esordio nella partita vinta 4-0 contro il Portogallo, indossando poi la maglia di titolare per il resto della rassegna, che porta i tedeschi in finale: il 13 luglio 2014 si laurea campione del mondo dopo la vittoria sull'Argentina per 1-0 ai tempi supplementari.
Viene convocato per il campionato d'Europa 2016 in Francia, venendo confermato titolare per tutto il cammino della Germania che, come quattro anni prima, s'interrompe in semifinale.

### Dopo il ritiro
Il 4 agosto 2021 viene assunto come dirigente dalla DFB.

## Statistiche

### Presenze e reti nei club
Statistiche aggiornate al 31 luglio 2020.
| Stagione               | Squadra                | Campionato             | Campionato | Campionato | Coppe nazionali | Coppe nazionali | Coppe nazionali | Coppe continentali | Coppe continentali | Coppe continentali | Altre coppe | Altre coppe | Altre coppe | Totale | Totale |
| Stagione               | Squadra                | Comp                   | Pres       | Reti       | Comp            | Pres            | Reti            | Comp               | Pres               | Reti               | Comp        | Pres        | Reti        | Pres   | Reti   |
| ---------------------- | ---------------------- | ---------------------- | ---------- | ---------- | --------------- | --------------- | --------------- | ------------------ | ------------------ | ------------------ | ----------- | ----------- | ----------- | ------ | ------ |
| 2006-2007              | Schalke 04 II          | OL                     | 1          | 0          | -               | -               | -               | -                  | -                  | -                  | -           | -           | -           | 1      | 0      |
| 2007-2008              | Schalke 04 II          | OL                     | 13         | 0          | -               | -               | -               | -                  | -                  | -                  | -           | -           | -           | 13     | 0      |
| nov. 2008              | Schalke 04 II          | RS                     | 1          | 0          | -               | -               | -               | -                  | -                  | -                  | -           | -           | -           | 1      | 0      |
| Totale Schalke 04 II   | Totale Schalke 04 II   | Totale Schalke 04 II   | 15         | 0          |                 |                 |                 |                    |                    |                    |             |             |             | 15     | 0      |
| 2007-2008              | Schalke 04             | BL                     | 6          | 0          | CG              | 0               | 0               | UCL                | 3                  | 0                  | CdL         | 0           | 0           | 9      | 0      |
| 2008-2009              | Schalke 04             | BL                     | 24         | 2          | CG              | 2               | 0               | UCL+CU             | 2+5                | 0                  | -           | -           | -           | 33     | 2      |
| 2009-2010              | Schalke 04             | BL                     | 33         | 3          | CG              | 5               | 3               | -                  | -                  | -                  | -           | -           | -           | 38     | 6      |
| 2010-2011              | Schalke 04             | BL                     | 30         | 1          | CG              | 6               | 1               | UCL                | 10                 | 2                  | SG          | 1           | 0           | 47     | 4      |
| 2011-2012              | Schalke 04             | BL                     | 22         | 1          | CG              | 3               | 0               | UEL                | 8                  | 0                  | SG          | 1           | 0           | 34     | 1      |
| 2012-2013              | Schalke 04             | BL                     | 32         | 0          | CG              | 3               | 0               | UCL                | 8                  | 2                  | -           | -           | -           | 43     | 2      |
| 2013-2014              | Schalke 04             | BL                     | 19         | 1          | CG              | 3               | 1               | UCL                | 10                 | 0                  | -           | -           | -           | 32     | 2      |
| 2014-2015              | Schalke 04             | BL                     | 28         | 2          | CG              | 0               | 0               | UCL                | 6                  | 1                  | -           | -           | -           | 34     | 3      |
| 2015-2016              | Schalke 04             | BL                     | 15         | 1          | CG              | 1               | 0               | UEL                | 3                  | 0                  | -           | -           | -           | 19     | 1      |
| 2016-2017              | Schalke 04             | BL                     | 31         | 1          | CG              | 4               | 0               | UEL                | 11                 | 1                  | -           | -           | -           | 46     | 2      |
| Totale Schalke 04      | Totale Schalke 04      | Totale Schalke 04      | 240        | 12         |                 | 27              | 5               |                    | 66                 | 6                  |             | 2           | 0           | 335    | 23     |
| 2017-2018              | Juventus               | A                      | 3          | 1          | CI              | 0               | 0               | UCL                | 0                  | 0                  | SI          | 0           | 0           | 3      | 1      |
| 2018-2019              | Lokomotiv Mosca        | PL                     | 17         | 3          | KR              | 4               | 1               | UCL                | 5                  | 0                  | SR          | 0           | 0           | 26     | 4      |
| 2019-2020              | Lokomotiv Mosca        | PL                     | 18         | 0          | KR              | 0               | 0               | UCL                | 6                  | 0                  | SR          | 0           | 0           | 24     | 0      |
| Totale Lokomotiv Mosca | Totale Lokomotiv Mosca | Totale Lokomotiv Mosca | 35         | 3          |                 | 4               | 1               |                    | 11                 | 0                  |             | 0           | 0           | 50     | 4      |
| Totale carriera        | Totale carriera        | Totale carriera        | 293        | 16         |                 | 31              | 6               |                    | 77                 | 6                  |             | 2           | 0           | 403    | 28     |

### Cronologia presenze e reti in nazionale
| Cronologia completa delle presenze e delle reti in nazionale ― Germania | Cronologia completa delle presenze e delle reti in nazionale ― Germania | Cronologia completa delle presenze e delle reti in nazionale ― Germania | Cronologia completa delle presenze e delle reti in nazionale ― Germania | Cronologia completa delle presenze e delle reti in nazionale ― Germania | Cronologia completa delle presenze e delle reti in nazionale ― Germania | Cronologia completa delle presenze e delle reti in nazionale ― Germania | Cronologia completa delle presenze e delle reti in nazionale ― Germania |
| Data                                                                    | Città                                                                   | In casa                                                                 | Risultato                                                               | Ospiti                                                                  | Competizione                                                            | Reti                                                                    | Note                                                                    |
| ----------------------------------------------------------------------- | ----------------------------------------------------------------------- | ----------------------------------------------------------------------- | ----------------------------------------------------------------------- | ----------------------------------------------------------------------- | ----------------------------------------------------------------------- | ----------------------------------------------------------------------- | ----------------------------------------------------------------------- |
| 29-5-2011                                                               | Hoffenheim                                                              | Germania                                                                | 2 – 1                                                                   | Uruguay                                                                 | Amichevole                                                              | -                                                                       |                                                                         |
| 7-6-2011                                                                | Baku                                                                    | Azerbaigian                                                             | 1 – 3                                                                   | Germania                                                                | Qual. Euro 2012                                                         | -                                                                       | 22’                                                                     |
| 2-9-2011                                                                | Gelsenkirchen                                                           | Germania                                                                | 6 – 2                                                                   | Austria                                                                 | Qual. Euro 2012                                                         | -                                                                       | 45’                                                                     |
| 7-10-2011                                                               | Istanbul                                                                | Turchia                                                                 | 1 – 3                                                                   | Germania                                                                | Qual. Euro 2012                                                         | -                                                                       | 73’                                                                     |
| 11-10-2011                                                              | Düsseldorf                                                              | Germania                                                                | 3 – 1                                                                   | Belgio                                                                  | Qual. Euro 2012                                                         | -                                                                       |                                                                         |
| 15-11-2011                                                              | Amburgo                                                                 | Germania                                                                | 3 – 0                                                                   | Paesi Bassi                                                             | Amichevole                                                              | -                                                                       | 65’                                                                     |
| 29-2-2012                                                               | Brema                                                                   | Germania                                                                | 1 – 2                                                                   | Francia                                                                 | Amichevole                                                              | -                                                                       | 46’                                                                     |
| 26-5-2012                                                               | Basilea                                                                 | Svizzera                                                                | 5 – 3                                                                   | Germania                                                                | Amichevole                                                              | -                                                                       | 78’                                                                     |
| 15-8-2012                                                               | Francoforte sul Meno                                                    | Germania                                                                | 1 – 3                                                                   | Argentina                                                               | Amichevole                                                              | 1                                                                       | 25’                                                                     |
| 14-11-2012                                                              | Amsterdam                                                               | Paesi Bassi                                                             | 0 – 0                                                                   | Germania                                                                | Amichevole                                                              | -                                                                       |                                                                         |
| 6-2-2013                                                                | Saint-Denis                                                             | Francia                                                                 | 1 – 2                                                                   | Germania                                                                | Amichevole                                                              | -                                                                       |                                                                         |
| 22-3-2013                                                               | Astana                                                                  | Kazakistan                                                              | 0 – 3                                                                   | Germania                                                                | Qual. Mondiali 2014                                                     | -                                                                       | 89’                                                                     |
| 29-5-2013                                                               | Boca Raton                                                              | Germania                                                                | 4 – 2                                                                   | Ecuador                                                                 | Amichevole                                                              | -                                                                       |                                                                         |
| 2-6-2013                                                                | Washington                                                              | Stati Uniti                                                             | 4 – 3                                                                   | Germania                                                                | Amichevole                                                              | -                                                                       |                                                                         |
| 6-9-2013                                                                | Monaco di Baviera                                                       | Germania                                                                | 3 – 0                                                                   | Austria                                                                 | Qual. Mondiali 2014                                                     | -                                                                       |                                                                         |
| 15-10-2013                                                              | Stoccolma                                                               | Svezia                                                                  | 3 – 5                                                                   | Germania                                                                | Qual. Mondiali 2014                                                     | -                                                                       | 75’ - 79’                                                               |
| 15-11-2013                                                              | Milano                                                                  | Italia                                                                  | 1 – 1                                                                   | Germania                                                                | Amichevole                                                              | -                                                                       |                                                                         |
| 19-11-2013                                                              | Londra                                                                  | Inghilterra                                                             | 0 – 1                                                                   | Germania                                                                | Amichevole                                                              | -                                                                       | 66’                                                                     |
| 13-5-2014                                                               | Amburgo                                                                 | Germania                                                                | 0 – 0                                                                   | Polonia                                                                 | Amichevole                                                              | -                                                                       |                                                                         |
| 1-6-2014                                                                | Mönchengladbach                                                         | Germania                                                                | 2 – 2                                                                   | Camerun                                                                 | Amichevole                                                              | -                                                                       | 85’                                                                     |
| 6-6-2014                                                                | Magonza                                                                 | Germania                                                                | 6 – 1                                                                   | Armenia                                                                 | Amichevole                                                              | 1                                                                       |                                                                         |
| 16-6-2014                                                               | Salvador                                                                | Germania                                                                | 4 – 0                                                                   | Portogallo                                                              | Mondiali 2014 - 1º turno                                                | -                                                                       |                                                                         |
| 21-6-2014                                                               | Fortaleza                                                               | Germania                                                                | 2 – 2                                                                   | Ghana                                                                   | Mondiali 2014 - 1º turno                                                | -                                                                       |                                                                         |
| 26-6-2014                                                               | Recife                                                                  | Stati Uniti                                                             | 0 – 1                                                                   | Germania                                                                | Mondiali 2014 - 1º turno                                                | -                                                                       | 11’                                                                     |
| 30-6-2014                                                               | Porto Alegre                                                            | Germania                                                                | 2 – 1 dts                                                               | Algeria                                                                 | Mondiali 2014 - Ottavi di finale                                        | -                                                                       |                                                                         |
| 4-7-2014                                                                | Rio de Janeiro                                                          | Francia                                                                 | 0 – 1                                                                   | Germania                                                                | Mondiali 2014 - Quarti di finale                                        | -                                                                       |                                                                         |
| 8-7-2014                                                                | Belo Horizonte                                                          | Brasile                                                                 | 1 – 7                                                                   | Germania                                                                | Mondiali 2014 - Semifinale                                              | -                                                                       |                                                                         |
| 13-7-2014                                                               | Rio de Janeiro                                                          | Germania                                                                | 1 – 0 dts                                                               | Argentina                                                               | Mondiali 2014 - Finale                                                  | -                                                                       |                                                                         |
| 3-9-2014                                                                | Düsseldorf                                                              | Germania                                                                | 2 – 4                                                                   | Argentina                                                               | Amichevole                                                              | -                                                                       |                                                                         |
| 7-9-2014                                                                | Dortmund                                                                | Germania                                                                | 2 – 1                                                                   | Scozia                                                                  | Qual. Euro 2016                                                         | -                                                                       |                                                                         |
| 18-11-2014                                                              | Vigo                                                                    | Spagna                                                                  | 0 – 1                                                                   | Germania                                                                | Amichevole                                                              | -                                                                       |                                                                         |
| 25-3-2015                                                               | Kaiserslautern                                                          | Germania                                                                | 2 – 2                                                                   | Australia                                                               | Amichevole                                                              | -                                                                       |                                                                         |
| 29-5-2016                                                               | Asburgo                                                                 | Germania                                                                | 1 – 3                                                                   | Slovacchia                                                              | Amichevole                                                              | -                                                                       | 64’                                                                     |
| 4-6-2016                                                                | Gelsenkirchen                                                           | Germania                                                                | 2 – 0                                                                   | Ungheria                                                                | Amichevole                                                              | -                                                                       |                                                                         |
| 12-6-2016                                                               | Lilla                                                                   | Germania                                                                | 2 – 0                                                                   | Ucraina                                                                 | Euro 2016 - 1º turno                                                    | -                                                                       |                                                                         |
| 16-6-2016                                                               | Parigi                                                                  | Germania                                                                | 0 – 0                                                                   | Polonia                                                                 | Euro 2016 - 1º turno                                                    | -                                                                       |                                                                         |
| 21-6-2016                                                               | Parigi                                                                  | Irlanda del Nord                                                        | 0 – 1                                                                   | Germania                                                                | Euro 2016 - 1º turno                                                    | -                                                                       | 76’                                                                     |
| 26-6-2016                                                               | Lilla                                                                   | Germania                                                                | 3 – 0                                                                   | Slovacchia                                                              | Euro 2016 - Ottavi di finale                                            | -                                                                       | 72’                                                                     |
| 2-7-2016                                                                | Bordeaux                                                                | Germania                                                                | 1 – 1 dts (6 – 5 dtr)                                                   | Italia                                                                  | Euro 2016 - Quarti di finale                                            | -                                                                       |                                                                         |
| 7-7-2016                                                                | Marsiglia                                                               | Germania                                                                | 0 – 2                                                                   | Francia                                                                 | Euro 2016 - Semifinale                                                  | -                                                                       |                                                                         |
| 4-9-2016                                                                | Oslo                                                                    | Norvegia                                                                | 0 – 3                                                                   | Germania                                                                | Qual. Mondiali 2018                                                     | -                                                                       |                                                                         |
| 8-10-2016                                                               | Amburgo                                                                 | Germania                                                                | 3 – 0                                                                   | Rep. Ceca                                                               | Qual. Mondiali 2018                                                     | -                                                                       |                                                                         |
| 15-11-2016                                                              | Milano                                                                  | Italia                                                                  | 0 – 0                                                                   | Germania                                                                | Amichevole                                                              | -                                                                       |                                                                         |
| 26-3-2017                                                               | Baku                                                                    | Azerbaigian                                                             | 1 – 4                                                                   | Germania                                                                | Qual. Mondiali 2018                                                     | -                                                                       | 83’                                                                     |
| Totale                                                                  |                                                                         | Presenze                                                                | 44                                                                      |                                                                         | Reti                                                                    | 2                                                                       |                                                                         |

## Palmarès

### Club
- Coppa di Germania: 1

Schalke 04: 2010-2011
- Supercoppa di Germania: 1

Schalke 04: 2011
- Coppa Italia: 1

Juventus: 2017-2018
- Campionato italiano: 1

Juventus: 2017-2018
- Coppa di Russia: 1

Lokomotiv Mosca: 2018-2019
- Supercoppa di Russia: 1

Lokomotiv Mosca: 2019

### Nazionale
- Campionato d'Europa Under-21: 1

Svezia 2009
- Campionato mondiale: 1

Brasile 2014

### Individuale
- Selezione UEFA del campionato d'Europa Under-21: 1

Svezia 2009
- Fritz-Walter-Medaille: 1

2007 (Under-19)